# Selim Ay
Selim Ay (sinh ngày 31 tháng 7 năm 1991) là một cầu thủ bóng đá Thổ Nhĩ Kỳ thi đấu ở vị trí trung vệ cho Konyaspor. Anh ra mắt ở Süper Lig vào ngày 17 tháng 8 năm 2013 trước Fenerbahçe.